# تواضعية

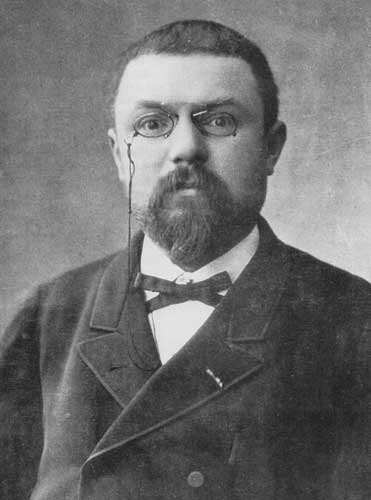

مذهب المواضعة أو التواضعية أو التقاليدية أو نظرية المواضعة (بالإنجليزية: Conventionalism) هي الموقف الفلسفي الذي يرى أن المبادئ الأساسية من نوع معين ترتكز على ما تواضع (أو اتفق) عليه (بشكل صريح أو ضمني) أفراد المجتمع، وليس على الواقع الخارجي. على سبيل المثال، قد يحاجّ أحد التواضعيين بأن كلمة «كلب» صحيحة بالنسبة لحيوان ذو فرو ذي أربع أرجل، ليس لأنها تجسد جوهر الكلب بطبيعته، ولكن لأن الناس في مُنجمع معين قد اتفقوا على استخدام كلمة «كلب» للإشارة إلى هذا النوع المحدد من الحيوانات.

## في اللسانيات
يعود تاريخ النقاش حول التواضعية اللسانية إلى كتاب كراتيليوس (قراطيلوس) لأفلاطون وفلسفة كوماريلا بهاتا.. لقد أصبح الموقف القياسي في علم اللغة الحديث منذ كتاب Cours de linguistique générale (محاضرات في اللسانيات العامة) لـفرديناند دو سوسور.